# خیابان پیروزی

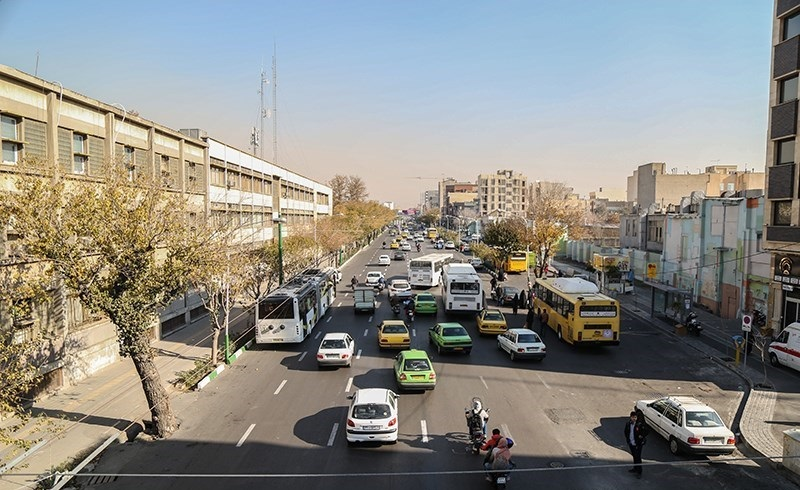
نمایی از خیابان پیروزی در شهر تهران - ۱۳۹۶

خیابان پیروزی (با نام پیشین فرح آباد)، واقع در شرق تهران از مهم‌ترین خیابان‌های محله‌های دوشان تپه و نیرو هوایی واقع در منطقه ۱۴ شهرداری تهران می‌باشد. این خیابان از سمت باختر (غرب) به میدان شهدا (ژاله سابق) یا همان دروازه دوشان تپه و از سمت خاور (شرق) به میدان شهید کلاهدوز (انتهای خیابان سی متری نیروی هوایی) منتهی می‌شود.
خیابان پیروزی محله‌های بزرگ و کوچک زیادی را به هم پیوند داده که بعضی از آن‌ها خیلی قدیمی هستند. محله صددستگاه و چهارصددستگاه و هم چنین پرستار و بلوار ابوذر بلوار نبرد از دیگر محلات مهم این خیابان می‌باشند. در خیابان پیروزی بسیاری از مکان‌ها با نام نیروهوایی دیده می‌شوند؛ از پادگان تا مرکز ساخت تسلیحات و سالن‌های ورزشی و تالارهای پذیرایی و خیابان‌ها و کوچه‌هایی که همه به محله نیروی هوایی مربوط می‌شوند.

## تاریخچه
خیابان دوشان تپه یا فرح آباد به زمانی برمی گردد که شاه قاجار تصمیم گرفت برای استفاده از شکارگاه و کاخ دوشان‌تپه جاده‌ای بسازد. خیابان پیروزی همان جاده دوشان تپه است که از دروازه دوشان تپه (میدان شهدا)شروع می‌شود، حالا به یکی از خیابان‌های اصلی شرق تهران تبدیل شده‌است. این خیابان در دهه پنجاه شمسی به علت واقع شدن پادگان نیروهوایی در آن رونق گرفت. در زمان انقلاب ایران در سال ۱۳۵۷، وقایعی که در این خیابان رخ داد نقش مهمی در تحولات آن زمان داشت. عبور بزرگراه امام علی از این خیابان ساختار و شکل قدیم آن را کمی تغییر داده‌است.

## خیابان‌های فرعی
- خیابان اول تا ششم نیروی هوایی
- خیابان دهقان (چهار راه کوکاکولا)
- بلوار ابوذر
- خیابان مقداد
- خیابان پرواز
- خیابان طبرسی
- خیابان کریمشاهیان
- خیابان پرستار
- خیابان نبرد
- خیابان دهقان
- خیابان محصل
- بزرگراه امام علی
- خیابان شکوفه
- خیابان شاه آبادی (خیابان دهم فروردین)
- خیابان پورمند
- خیابان نجارمحمودی
- خیابان دریاباری (برق فیروز)
- خیابان هفده شهریور
- خیابان تاجری
- خیابان محبی

## ایستگاه‌های مترو
- ایستگاه متروی شهدا
- ایستگاه متروی ابن سینا (شیخ‌الرئیس)
- ایستگاه متروی پیروزی
- ایستگاه متروی نبرد
- ایستگاه متروی نیرو هوایی
- ایستگاه متروی شهید کلاهدوز

## مراکز و اماکن مهم
مراکز زیر از مهم‌ترین نقاط حوالی خیابان پیروزی تهران است:
- موزه صنعت برق ایران
- موزه تاریخ کانون پرورش فکری کودکان و نوجوانان
- خانه موزه استاد محمد معین[۴]
- بیمارستان فجر
- ورزشگاه برق تهران
- بوستان چهارصددستگاه
- باغ سلیمانیه
- موزه نهاجا
- گورستان دولاب
- مجتمع تجاری کساء
- مجتمع تجاری تفریحی پانوراما
- مجتمع تجاری اداری تفریحی آرامیس
- پاساژ کوه نور
- مرکز مخابرات پیروزی
- مرکز اهدای خون پیروزی
- ستاد فرماندهی نیروی هوایی ارتش
- تالار نهاجا